# Бомбардировка деревни Кориша
Бомбардировка колонны албанских беженцев вблизи деревни Кориша (серб. Напад на албанске избеглице код Корише, алб. Masakra e Korishës) была осуществлена авиацией стран НАТО в 23.50 13 мая 1999 года. В результате налёта погибло от 48 до 87 и было ранено не менее 60 мирных жителей.

## Бомбардировка
По разным данным, в момент бомбардировки в деревне Кориша находились от 400 до 600 косовских албанцев. Ночью на ферму и крестьянские дома три американских самолёта сбросили до восьми кассетных бомб. Раненые были доставлены в больницу Призрена.
Прибывавший на место трагедии репортёр Франс Пресс сообщил, что видел два десятка обгоревших тракторов и повозок, принадлежавших албанцам. Рядом со сгоревшими тракторами находились 9 изувеченных трупов и разбросанные на земле части тел. Один из выживших беженцев заявил корреспонденту французского агентства, что как минимум 100 человек были убиты в результата ночного авиаудара. Выживший албанец также добавил, что с утра из деревни было эвакуировано много обгоревших трупов.

## Жертвы
По сообщению югославского информационного агентства ТАНЮГ, в результате бомбардировки погибло 87 и было ранено 78 жителей. Согласно более поздним данным (югославская Белая книга, вып. 2), погибло 48 человек и не менее 60 получили ранения. По оценке международной правозащитной организации «Human Rights Watch», погибло более 48 человек, но точное число установить не удалось.

## Причины бомбардировки (версия Милошевича)
Слободан Милошевич на своём выступлении  в Гааге в феврале 2002 года следующим образом прокомментировал военное преступление НАТО против албанских беженцев в Корише:

«Между тем даже в конце второго месяца войны все эти комбинированные преступления — бомбардировки и разрушения, терроризм и информационная война — всё ещё не приносили желаемых результатов. Поэтому и было решено продолжить кампанию все новых кровавых угроз албанскому населению, от которого требовали бежать. А 13 мая 1999 года, ровно через месяц после предыдущего кровавого злодеяния — уничтожения албанской колонны беженцев, вновь было совершено массовое злодеяние. Когда бомбили колонну албанских беженцев, были зафиксированы переговоры лётчика с его командным центром. Они были переданы по нашему телевидению. Лётчик сообщает, что это не военная колонна, что он видит тракторы, видит крестьян, видит гражданское население. Но он получает от командного центра ответ — выполняй приказ! И он наносит ракетный удар по колонне. 13 мая 1999 г. на дороге Призрен — Сува Река, у села Кориша, авиация НАТО разбомбила колонну, в которой находилось пятьсот — шестьсот человек албанских беженцев, возвращавшихся в свои дома в село Кориша. Итак, после двух месяцев войны они всё ещё возвращаются в свои дома, хотя вы утверждаете, что «сербские силы» их выгоняли. Но за то, что они возвращались, НАТО по ним наносила бомбовые удары. При этом погибло человек 50, а тяжело ранено и потом умерло от ран ещё много людей. Это весьма наглядный, чудовищный пример страданий людей во имя схемы, по которой действовал агрессор, чтобы объяснить свои преступления, совершенные в Югославии.
Прошу вас показать фотографии этого преступления против албанских беженцев 13 мая 1999 года. Обугленные тела, останки жертв, перевёрнутые тракторы. Посмотрите на убитого ребёнка. Это один из 26 детей, которые пострадали при бомбардировке. Один из 26! Нельзя себе представить более ужасного послания... Прокурору, наверное, скучно, вижу — зевает... Нельзя было направить более ужасное послание албанцам, возвращающимся в свои села, о том, что возвращение запрещено. Кто возвращается, будет подвергнут обстрелу, заплатит головой за своё непослушание. Они должны покинуть Косово, они должны оправдать утверждение, что все бегут от «сербских сил». А «сербские силы» их спасали, помогали, отвозили в больницы, в самые лучшие больницы в Белграде.»— Выступление Слободана Милошевича в Гааге. «Белый мир» (февраль 2002). Дата обращения: 17 марта 2009.

## Причины бомбардировки (версия НАТО)
На пресс-конференции 15 мая в брюссельской штаб-квартире альянса бомбовый удар по деревне был прокомментирован весьма сдержанно. Было заявлено, что Кориша ещё с апреля 1999 года была определена как «легитимная военная цель». Там якобы были замечены югославские военнослужащие, а «как раз за селом» мог находиться их военный лагерь и командный пост.
16 мая генсек НАТО Хавьер Солана дал более подробное объяснение, обвинив  сербов в убийстве косовских албанцев в деревне Кориша. В интервью Би-Би-Си он заявил, что косовских беженцев использовали в деревне Корише, которая «без сомнения» является «командным пунктом» сербской армии, в качестве «живых щитов». Поэтому, хотя беженцы погибли и пострадали от бомб альянса, вина в произошедшем лежит на сербах, заявил генеральный секретарь блока. Пресс-секретарь Джимми Шеа также обвинил югославские войска в том, что они специально разместили около 600 беженцев рядом с военными объектами в Корише. Шеа заявил, что данный инцидент, как и тот факт, что сербы могут и в дальнейшем использовать косовских албанцев в качестве «живых щитов», не заставит НАТО отказаться от бомбардировок.

### Критика версии НАТО
Посетившая 15 мая Коришу корреспондентка «Би-би-си» Джеки Роулэнд (Jacky Rowland) подвергла резкой критике версию НАТО о «живых щитах». По её словам, ни в самой деревне, ни в её окрестностям  она не нашла ни малейших следов ни армейской базы, ни вообще какого-либо военного снаряжения. Что же касается погибших, то снятые по горячим следам кадры убедительно доказывали, что натовские генералы в качестве «легитимной военной цели» выбрали гражданских лиц. Изуродованные фрагменты тел погибших принадлежали детям, женщинам и старикам. Вокруг догорали развалины крестьянских домов, виднелись сожжённые остовы тракторов. Около пятидесяти уцелевших женщин с детьми прятались в подвале чудом сохранившегося дома.
Основываясь на собранной информации, «Би-Би-Си» заявила, что речь может идти о самой трагической и грубой ошибке НАТО за всё время агрессии против Югославии. Чудовищность ситуации заключалась ещё и в том, что в косовской деревне Кориша погибли те самые мирные албанцы, в защиту интересов которых якобы выступало НАТО

## Видео
1. Terrible Tragedy of Korisa Refugee Convoy, May 14, 1999
2. Prizren(Korisha)13 Maj 1999